# Castelnuovo Rangone
Castelnuovo Rangone är en ort och kommun i provinsen Modena i regionen Emilia-Romagna i Italien. Kommunen hade 15 083 invånare (2018).